# Soma de Borel
Em matemática, uma soma de Borel é uma generalização da noção comum de soma de uma série. Em particular, provê uma definição de uma quantidade que em numerosos aspectos comporta-se formalmente como uma soma, ainda no caso de que a série seja divergente.

## Definição
Seja
{\displaystyle y=\sum _{k=0}^{\infty }y_{k}z^{-k}}
uma série de potência formal em {\displaystyle z}.
Define-se a transformada de Borel {\displaystyle {\mathcal {B}}y} de {\displaystyle y} mediante
{\displaystyle \sum _{k=0}^{\infty }{\frac {y_{k}}{(k-1)!}}t^{k-1}.}
Supondo que
1. {\displaystyle {\mathcal {B}}y} tem um radio de convergência não nulo como função de  {\displaystyle t}
2. {\displaystyle {\mathcal {B}}y} pode ser continuada em forma analítica a uma função {\displaystyle {\hat {y}}(t)} sobre toda a reta real positiva
3. {\displaystyle {\hat {y}}(t)} como cresce muito em forma exponencial ao longo da reta real

Então, a  soma de Borel de {\displaystyle y} está dada pela transformada de Laplace de {\displaystyle {\hat {y}}(t)}. A existência desta função está garantida pela condição (3) indicada anteriormente.

## Discussão
A soma de Borel de uma série é a transformada de Laplace da soma das anti-transformadas de Laplace termo a termo da série original. Se a transformada de Laplace de uma série infinita for igual à soma da transformada de Laplace termo a termo então, a soma de Borel seria igual à soma comum. A soma de Borel é definida em muitas situações nas que a soma não está definida. Expressando-o em termos planos, permite dar-lhe um significado à 'soma' de certo tipo de séries divergentes. A suma de Borel é um exemplo de um método de momento constante para somar séries.